# Ranko Despotović
Ranko Despotović (Loznica, Yugoslavia, (actual Serbia), 21 de enero de 1983) es un exfutbolista y entrenador de fútbol serbio, que jugaba de delantero y su último equipo fue el Marbella FC de la Segunda División B de España. Actualmente dirige al Club Deportivo Cieza del Grupo XIII de la Tercera División RFEF.

## Trayectoria

### Como jugador
Su primer club profesional fue el F.K. Loznica, de donde pasó al F.K. Vojvodina. Durante la temporada 2006/07 marcó 17 goles. En el mercado de invierno de 2008, firmó por el Rapid Bucarest en un traspaso de 1,2 millones de Euros. 
En el 4 de julio de 2008 fue traspasado al Real Murcia por tres temporadas en un traspaso de 1,5 millones de Euros, tras la recomendación del entonces entrenador del club, Javier Clemente, quien le hizo debutar en la selección serbia, con la que ha jugado en cuatro ocasiones. Marcó 8 tantos esta temporada.
En la temporada 2009/10 llegó cedido a la U.D. Salamanca, donde se hizo rápido con la titularidad y consiguió un par de goles. Estuvo cuatro partidos sancionados pues en el partido contra la Real Sociedad, empujó al árbitro a falta de un par de minutos para la finalización del encuentro. En su reaparición contra el Levante U. D. volvió a marcar. Después alternó la titularidad con la suplencia. Los últimos partidos aunque iba convocado, no jugaba ni un minuto al estar implicado el equipo en la lucha por evitar el descenso y también su equipo propietario Real Murcia, que acabó descendiendo.
En la temporada 2010/11 fichó por el Girona F.C. por 2 temporadas, tras desvincularse del Real Murcia. Tras varias jornadas se hizo con el puesto de delantero titular y se convirtió en el máximo anotador de esa temporada del Girona F.C. con 19 goles (18 en liga y 1 en la Copa del Rey). En el mercado de verano fue traspasado por 700.000 € al Urawa Red Diamonds japonés de Saitama que jugaba en la J. League Division 1 y es uno de los conjuntos destacados de dicha liga.
En su nueva etapa en tierras niponas en ningún momento se hizo en el once titular, pero consiguió marcar algunos goles, sobre todo en la Copa del Emperador de Japón. Tras dos años terminó su epopeya en el país del sol naciente.
Fichado por el Sydney F.C. una vez iniciada la temporada, debutó la misma semana de su incorporación al club, el 23/11/2013 saliendo al campo en el minuto 67, consiguiendo en el 94 el gol de la victoria de su equipo, que además sirve para conseguir el récord de partidos ganados seguidos del Sydney F.C..
El 7 de julio de 2014, se hizo oficial su traspaso al Deportivo Alavés, donde no terminó de cuajar en el once titular, por lo que terminado su contrato en julio de 2015 abandona el equipo y permanece libre desde entonces.
El 18 de enero de 2016, se anuncia su fichaje por el Cádiz CF hasta final de temporada con opción a una campaña más si se cumplen una serie de objetivos.
Tras el ascenso, llega a un acuerdo mutuo con el Cádiz CF para rescindir su contrato.
Su retirada como jugador se produce al término de la temporada 2016-17 en las filas del Marbella Fútbol Club.

### Como entrenador
El 23 de noviembre de 2021, se convierte en entrenador de la Deportiva Minera del Grupo XIII de la Tercera División RFEF.
El 19 de julio de 2022, firma por la UD Caravaca del Grupo XIII de la Tercera División RFEF.

## Clubes

### Como jugador
| Club                      | País      | Año         |
| ------------------------- | --------- | ----------- |
| F.K. Loznika              | Serbia    | 2001 - 2003 |
| F.K. Vojvodina            | Serbia    | 2003 - 2007 |
| F.K. Mačva Šabac (Cedido) | Serbia    | 2004 - 2005 |
| Rapid Bucarest            | Rumania   | 2008        |
| Real Murcia               | España    | 2008 - 2010 |
| U.D. Salamanca (Cedido)   | España    | 2009 - 2010 |
| Girona F.C.               | España    | 2010 - 2011 |
| Urawa Red Diamonds        | Japón     | 2011 - 2013 |
| Sydney F. C.              | Australia | 2013-2014   |
| Deportivo Alavés          | España    | 2014-2015   |
| Cádiz C. F.               | España    | 2016        |
| Marbella F. C.            | España    | 2016-2017   |

### Como entrenador
| Club                 | País   | Año         |
| -------------------- | ------ | ----------- |
| Deportiva Minera     | España | 2021 - 2022 |
| UD Caravaca          | España | 2022 - 2024 |
| Club Deportivo Cieza | España | Actualidad  |

### Distinciones individuales
| Título                                 | Club      | Año       |
| -------------------------------------- | --------- | --------- |
| Máximo goleador de la Superliga Serbia | Vojvodina | 2006-2007 |